# Отрошко, Пётр Константинович
Пётр Константинович Отрошко (1904—1966) — сержант Рабоче-крестьянской Красной Армии, участник Великой Отечественной войны, Герой Советского Союза (1945).

## Биография
Родился в 1904 году в Киеве.
После окончания средней школы работал на заводе. В 1927—1929 годах проходил службу в Рабоче-крестьянской Красной Армии. В июне 1941 года Отрошко был повторно призван в армию и направлен на фронт Великой Отечественной войны. К августу 1944 года гвардии сержант Пётр Отрошко командовал пулемётным расчётом 132-го стрелкового полка 42-й гвардейской стрелковой дивизии 40-й армии 2-го Украинского фронта. Отличился во время освобождения Румынии.
19 августа 1944 года расчёт Отрошко участвовал в отражении вражеских контратак в районе населённого пункта Сочь к юго-западу от города Пашкани, нанеся противнику большие потери. Когда у Отрошко кончились боеприпасы, он продолжал отбиваться гранатами, сам был ранен, но продолжал сражаться.
Указом Президиума Верховного Совета СССР от 24 марта 1945 года за «героизм и стойкость в боях при отражении контратак под Яссами» гвардии сержант Пётр Отрошко был удостоен высокого звания Героя Советского Союза с вручением ордена Ленина и медали «Золотая Звезда» за номером 4244.
После окончания войны Отрошко был демобилизован. Проживал и работал в Киеве. Умер 4 июня 1966 года, похоронен на Байковом кладбище Киева.
Был награждён двумя орденами Ленина и двумя орденами Отечественной войны 1-й степени, рядом медалей.